# Bloc Nacionalista Gallec
El Bloc Nacionalista Gallec (en gallec Bloque Nacionalista Galego, en sigles BNG) és un partit nacionalista i independentista gallec d'esquerres, organitzativament es defineix com a front de partits. El BNG té 9.000 militants (2009), 457 regidors i 28 alcaldes en diversos concellos de Galícia i 25 diputats al Parlament de Galícia. També arribà a tindre un eurodiputat al Parlament Europeu en la legislatura 1999-2004 (Camilo Nogueira), i actualment té un lloc rotatori a l'eurocambra (la representant del BNG a Ara Repúbliques és Ana Miranda). El seu portaveu nacional és Ana Pontón. Galiza Nova és l'organització juvenil del partit.

## Història

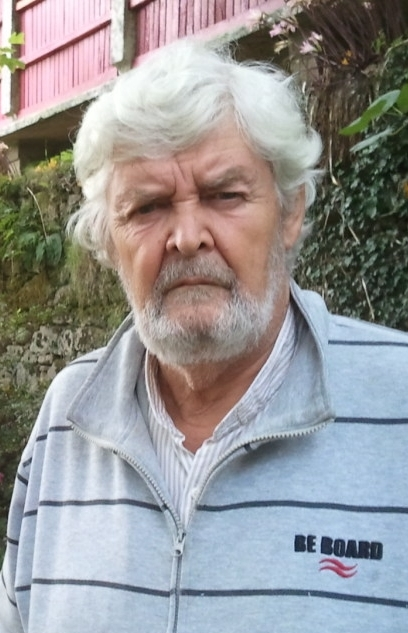
Xosé Manuel Beiras.

La història del BNG comença als anys seixanta, quan es funda la Unión do Povo Galego (UPG) i el Partit Socialista Gallec (PSG), partits nacionalistes de caràcter comunista i socialista, respectivament. L'any 1975 es funda l'Asamblea Nacional-Popular Galega (AN-PG), front impulsat per la UPG com a plataforma de mobilització social i base per al futur establiment d'una candidatura electoral nacionalista. A l'octubre de 1981 es va celebrar la primera convocatòria per escollir el Govern gallec. Aquestes eleccions les va guanyar Alianza Popular i els partits nacionalistes gallecs van aconseguir un discret resultat, on l'AN-PG no passà del 2% dels vots.
El 26 de setembre de 1982 té lloc a la Corunya l'assemblea fundacional del Bloque Nacionalista Galego que agrupava l'AN-PG, la UPG, el PSG i altres col·lectius independents. Però un any després, el 1983, el PSG abandona el BNG, però un nodrit grup de militants del PSG segueix al BNG, dins del Colectivo Socialista. El PSG es fusionà posteriorment amb Esquerda Galega.
Les eleccions municipals de 1983 són les primeres on el BNG participa, obtenint 50.491 vots i 117 regidors.
A les eleccions autonòmiques de Galícia de 1985 el BNG només aconsegueix un escó i 53.072 vots, mentre que Coalición Galega, partit nacionalista de dretes, n'aconsegueix onze i el Partido Socialista Galego-Esquerda Galega guanya tres escons. Les eleccions les torna a guanyar Alianza Popular sota el nom de Coalición Popular de Galicia.
El 1986, la UPG pateix una escissió, crent-se el Partido Comunista de Liberación Nacional (PCLN), de caràcter independentista i comunista. El BNG valora la direcció política a prendre i escull un camí més moderat. Liderat per Xosé Manuel Beiras Torrado, es desradicalitza per intentar guanyar més vots. A la tercera assemblea, el PCLN -que després formaria la Fronte Popular Galega (FPG)- ha d'abandonar el BNG per donar suport a Herri Batasuna davant la negativa de la majoria del Bloque. A les eleccions generals del 86 el BNG obté 27.079 vots, i cap representant.

L'Estreleira, bandera dels independentistes gallecs, acceptada pel BNG

En 1987 se celebren eleccions europees i municipals alhora. El BNG va intentar una candidatura unitària que aixopluguara tot el nacionalisme gallec, que no va fructificar, presentant-se finalment en solitari. Obtenint 53.116 vots a les europees i 61.256 vots i 139 concelleiros/as a les municipals, el BNG va esdevenir el principal partit del nacionalisme gallec a partir d'aquestes eleccions. En 1988 es creen les joventuts del partit, Galiza Nova.
A febrer de 1989 se celebra la IV Assemblea Nacional a Lugo. Aquest any el BNG participaria en tres eleccions diferents. A les europees, a juny, tot i baixar el nombre de vots (46.052), el BNG, que torna a presentar-se en solitari, torna a ser la força nacionalista més votada.
A les Eleccions generals de 1989, el BNG obté una xifra de vots semblant a la de juny, uns 47.763, i cap representant.
A les Eleccions al Parlament de Galícia de 1989, però, el BNG va aconseguir 105.703 vots i cinc diputats tot creant un grup parlamentari propi. El Partido Nacionalista Galego-Partido Galeguista (PNG-PG) i la FPG no van obtenir cap escó. El PSG-EG va obtenir dos escons.
A les municipals del 91, presenta 162 candidatures, i obté 107.932 vots i 241 regidors. El Bloque va realitzar una campanya amb el lema "Galiza autodeterminación", que culmina amb una manifestació a Compostela el 6 de desembre, on participen més de 10.000 persones. El Partido Nacionalista Galego-Partido Galeguista (PNG-PG) s'integra aquest any al partit.
Inzar s'integra al BNG poc abans de les generals del 93, darreres eleccions generals on el BNG no obtindria representació, quedant a punt d'entrar tant a Pontevedra com A Coruña amb 126.965 vots en total. A les eleccions autonòmiques de 1993, el BNG assoleix 269.233 vots i 13 diputats. El BNG experimenta un important creixement, i ja és segona força a les principals ciutats gallegues.
En 1994, Unidade Galega (antic PSG-EG) s'intregra també al BNG, culminant el procés d'unificació del nacionalisme polític. A les eleccions europees el BNG obté 139.221 vots.
En aquesta època, el BNG viu la seva etapa més daurada. A les eleccions municipals del 95 obtenen 208.098 vots i 428 concelleiros/as, a les eleccions generals de 1996 el BNG aconsegueix representació al Congrés dels Diputats per primera vegada en la seua història, amb dos diputats -Guillerme Vázquez i Francisco Rodríguez-, i a les Eleccions al Parlament de Galícia de 1997 supera al PSdeG-PSOE i esdevé segona força. Aquest període va estar marcat per la moderació del partit, representat pel seu històric líder Xosé Manuel Beiras. El carisma de Beiras, unit a una estratègia d'enfrontament directe amb el president de la Xunta, Manuel Fraga Iribarne, va fer que el BNG obtingués 18 escons al Parlament gallec i vora 400.000 vots. Per aquelles dates, el 69% dels seus votants tenien estudis superiors, dades oposades a les que obtenia el Partit Popular. A les europees de 1999, el BNG obté 349.079 vots i un eurodiputat. A les municipals del 99 obtenen 290.187 vots i 585 concelleiros, esdevenint força de govern a cinc de les set ciutats gallegues, ocupant-hi l'alcaldia a tres.
A les generals del 2000, el BNG obté 306.268 vots i 3 diputats. A més, Anxo Quintana és designat Senador pel Parlament de Galícia.
A les Eleccions al parlament de Galícia de 2001, BNG i PSdeG-PSOE igualen a 17 escons, si bé el BNG es manté com a segona força amb un lleuger avantatge en vots. Després d'un enfrontament entre Beiras i la cúpula del partit, controlada per la UPG, Anxo Quintana el substitueix al capdavant del partit. Quin, com és conegut Quintana, era considerat un home de consens entre les diferents sensibilitats del Bloque, i era molt valorat per la seua gestió del municipi d'Allariz.

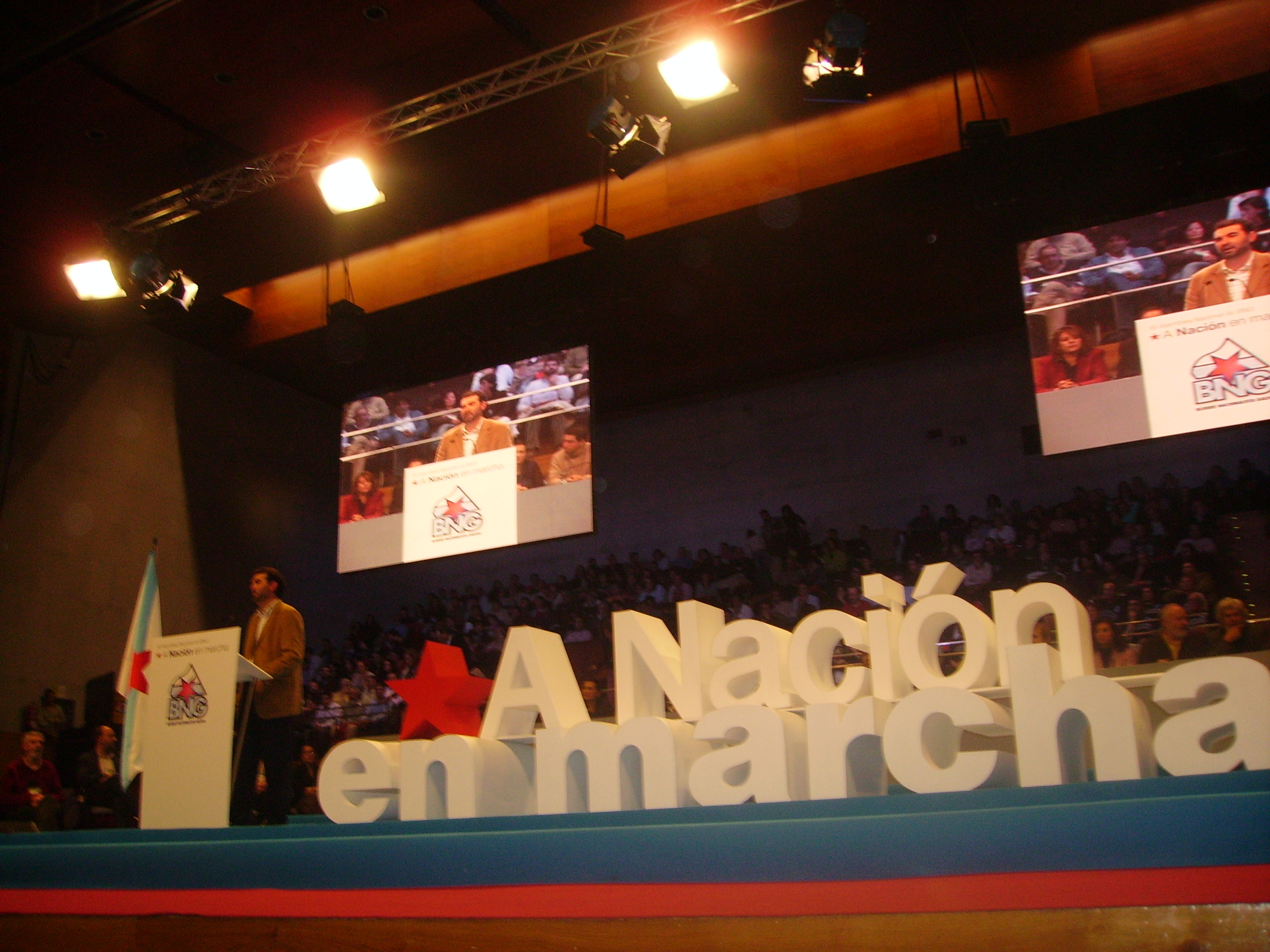
Discurs d'Anxo Quintana durant el congrés del BNG el 2006 a Santiago de Compostela

Les municipals del 2003 suposen el millor resultat de la història del Bloque en unes eleccions d'aquestes característiques. El BNG presenta 307 llistes i obté 325.331 vots i 595 regidors, sent força de govern en 42 Concellos (19 alcaldies). A més, l'alt nivell de vot a la circumscripció electoral d'A Coruña fan que el BNG impulse un canvi a la diputació provincial, juntament amb el PSOE.
A les eleccions generals espanyoles del 2004 el BNG, en plena reestructuració, pateix un petit retrocés i aconsegueix dos escons al Congrés dels Diputats i cap al Senat. La crisi es consolida durant les eleccions al Parlament Europeu, després de presentar-se en coalició amb CiU i el PNB a GalEusCa, el BNG queda sense el seu eurodiputat, tot i obtenir un 12% dels vots a Galícia.
Tot i així, al juliol de 2004, Anxo Quintana estableix canvis a la cúpula del partit. A les eleccions al Parlament de Galícia de juny de 2005, el BNG quedarà per darrere del PSOE i és tercera força política. Tanmateix, la suma entre PSOE i BNG supera en un escó al total de diputats del PP, i el BNG serà per primera vegada en la seua història força de govern a la Xunta de Galícia gràcies a un pacte bipartit amb el PSOE. D'aquesta manera, el BNG va estar representat a l'Executiu gallec a través de la Vicepresidència única, càrrec que ocupa Anxo Quintana, juntament amb les Consellerías de Medio Rural, Cultura e Deporte, Vivenda e Solo i Innovación e Industria.

## Evolució del vot

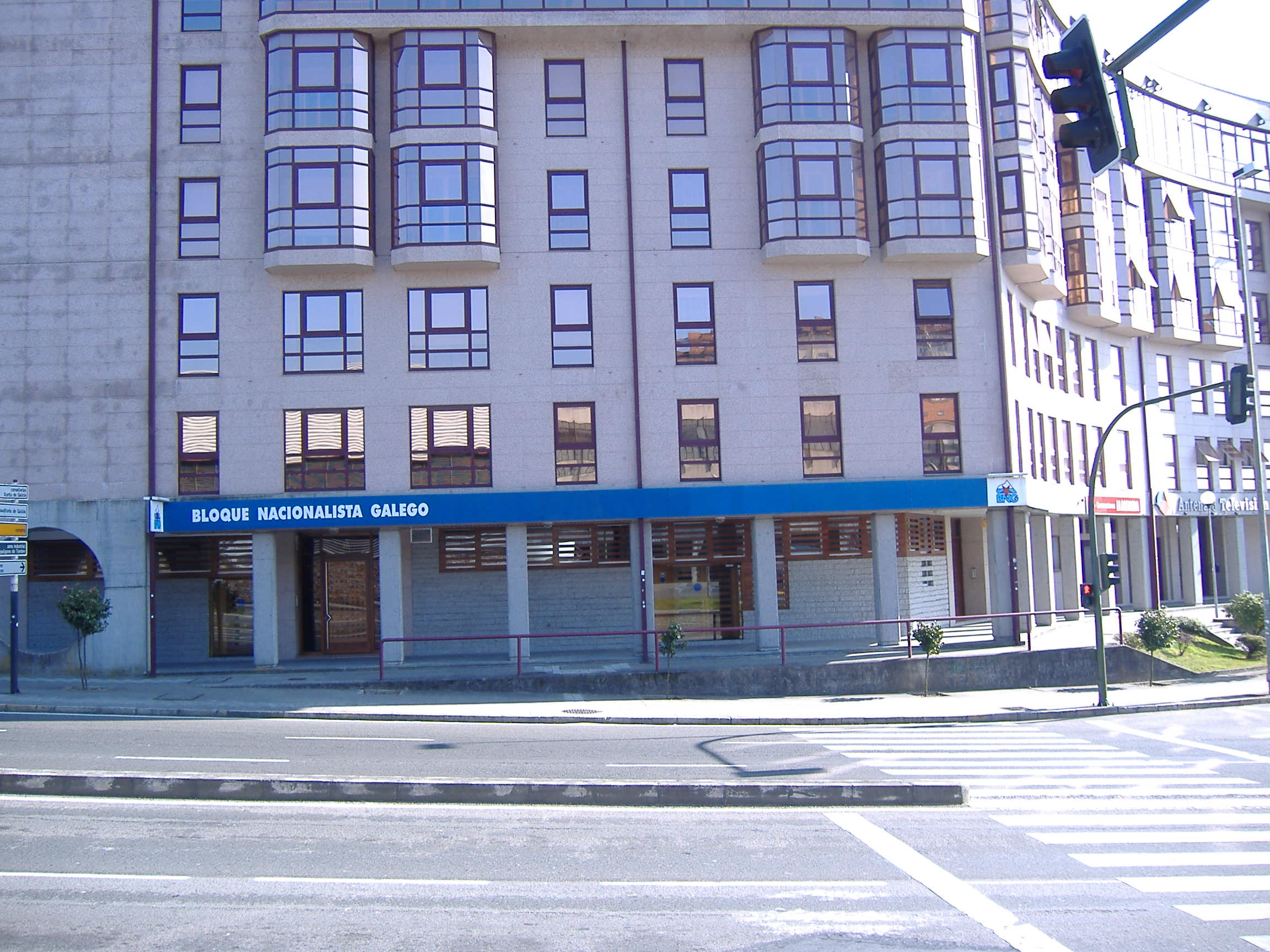
Seu nacional del BNG a Santiago de Compostela

### Eleccions autonòmiques
| Eleccions | Candidat/a         | Vots    | %     | Diputats/des | +/- |
| --------- | ------------------ | ------- | ----- | ------------ | --- |
| 1981      | Bautista Álvarez   | 61.870  | 6,27  | 3 / 71       | Nou |
| 1985      | Xosé Manuel Beiras | 53.972  | 4,23  | 1 / 71       | 2   |
| 1989      | Xosé Manuel Beiras | 105.703 | 8,01  | 5 / 75       | 4   |
| 1993      | Xosé Manuel Beiras | 269.233 | 18,55 | 13 / 75      | 8   |
| 1997      | Xosé Manuel Beiras | 395.435 | 25,11 | 18 / 75      | 5   |
| 2001      | Xosé Manuel Beiras | 346.423 | 22,97 | 17 / 75      | 1   |
| 2005      | Anxo Quintana      | 311.954 | 18,89 | 13 / 75      | 4   |
| 2009      | Anxo Quintana      | 270.712 | 16,28 | 12 / 75      | 1   |
| 2012      | Francisco Jorquera | 146.027 | 10,11 | 7 / 75       | 5   |
| 2016      | Ana Pontón         | 119,597 | 8,36  | 6 / 75       | 1   |
| 2020      | Ana Pontón         | 310,077 | 23,80 | 19 / 75      | 13  |
| 2024      | Ana Pontón         | 467.074 | 31,57 | 25 / 75      | 6   |

### Eleccions generals
| Eleccions | Candidat            | Vots    | %    | % (a Galícia) | Diputats/des | +/- |
| --------- | ------------------- | ------- | ---- | ------------- | ------------ | --- |
| 1986      |                     | 27.049  | 0,13 | 2,11          | 0 / 23       | Nou |
| 1989      | Jose Enrique Tello  | 47.763  | 0,23 | 3,59          | 0 / 23       | =   |
| 1993      | Francisco Rodríguez | 126.695 | 0,54 | 8,01          | 0 / 23       | =   |
| 1996      | Francisco Rodríguez | 220.147 | 0,88 | 12,85         | 2 / 23       | 2   |
| 2000      | Francisco Rodríguez | 306.268 | 1,32 | 18,62         | 3 / 23       | 1   |
| 2004      | Francisco Rodríguez | 208.688 | 0,81 | 11,37         | 2 / 23       | 1   |
| 2008      | Francisco Jorquera  | 212.543 | 0,82 | 12,07         | 2 / 23       | =   |
| 2011      | Francisco Jorquera  | 183.279 | 0,75 | 11,25         | 2 / 23       | =   |
| 2015      | Carlos Callón       | 70.464  | 0,28 | 4,32          | 0 / 23       | 2   |
| 2016      | Luis Bará           | 45.252  | 0,19 | 2,37          | 0 / 23       | =   |
| 2019 (I)  | Néstor Rego         | 94.433  | 0,36 | 5,74          | 0 / 23       | =   |
| 2019 (II) | Néstor Rego         | 120.456 | 0,50 | 8,13          | 1 / 23       | 1   |
| 2023      | Néstor Rego         | 152.327 | 0,62 | 9,48          | 1 / 23       | =   |

### Eleccions al Parlament Europeu
| Eleccions | Candidatura                | Candidat/a          | Vots (a Galícia) | % (a Galícia) | Diputat(s) |
| --------- | -------------------------- | ------------------- | ---------------- | ------------- | ---------- |
| 1987      | Bloc Nacionalista Gallec   | Bautista Álvarez    | 53.116           | 3,70          | 0          |
| 1989      | Bloc Nacionalista Gallec   | Francisco Rodríguez | 46.052           | 4,17          | 0          |
| 1994      | Bloc Nacionalista Gallec   | José Carlos Mella   | 139.221          | 11,40         | 0          |
| 1999      | Bloc Nacionalista Gallec   | Camilo Nogueira     | 349.079          | 21,98         | 1          |
| 2004      | Galeusca-Pobles d'Europa   | Camilo Nogueira     | 141.756          | 12,32         | 0 a        |
| 2009      | Europa dels Pobles - Verds | Ana Miranda Paz     | 103.724          | 9,18          | 1          |
| 2014      | Els Pobles Decideixen      | Ana Miranda Paz     | 80.394           | 7,88          | 1          |
| 2019      | Ara Repúbliques            | Ana Miranda Paz     | 171.500          | 11,99         | 1          |

a La coalició obtingué 2 diputats; tot i això el BNG, que ocupava el tercer lloc a la lista, no va obtenir representació després que el Partit Popular presentés un recurs a la Junta Electoral Central, la qual va donar per vàlids alguns vots no considerats inicialment, per la qual cosa, amb un marge de 167 vots, li concedí l'escó al PP. El Tribunal Constitucional va confirmar l'error de la Junta Electoral Central.

### Eleccions municipals
| Eleccions | Vots    | % (a Espanya) | % (a Galícia) | Regidors/es | +/- |
| --------- | ------- | ------------- | ------------- | ----------- | --- |
| 1983      | 50.400  | 0,27          | 4,10          | 118 / 4.033 | Nou |
| 1987      | 61.256  | 0,31          | 4,53          | 139 / 4.044 | 21  |
| 1991      | 107.932 | 0,57          | 7,71          | 241 / 4.033 | 102 |
| 1995      | 208.098 | 0,94          | 13,15         | 428 / 3.932 | 187 |
| 1999      | 290.187 | 1,36          | 18,54         | 586 / 3.901 | 158 |
| 2003      | 325.331 | 1,42          | 19,41         | 595 / 3.873 | 9   |
| 2007      | 315.279 | 1,43          | 19,15         | 661 / 3.847 | 66  |
| 2011      | 261.513 | 1,16          | 16,50         | 590 / 3.743 | 71  |
| 2015      | 189.465 | 0,85          | 12,87         | 468 / 3.676 | 121 |
| 2019      | 187.901 | 0,89          | 13,32         | 457 / 3.592 | 12  |
| 2023      | 248.676 | 1,11          | 17,25         | 590 / 3.633 | 134 |